# Vigdís Grímsdóttir
Vigdís Grímsdóttir, né le 15 août 1953 à Reykjavik, est une femme de lettres islandaise. Plusieurs de ses romans ont été adaptés au cinéma.

## Biographie
Elle étudie à l'université d'Islande.

## Œuvres
- 1990   "Vakna Törnrosa" í Sen dess har jag varit här hos er : 12 isländska noveller
- 1992   Nimeni on Ísbjörg, olen leijona
- 1993   Jeg hedder Ísbjörg, jeg er löve
- 1994   Flickan i skogen
- 1994   Metsän tyttö
- 1995   Jag heter Ísbjörg, jag är ett lejon (traduit en 1996 : Je m'appele Ísbjörg, je suis lion)
- 1995   Kannastie 7
- 1995   Grandavägen 7
- 1995   Pigen i skoven
- 1997   Älskades länder
- 1997   Z - rakkaustarina